# 8436 Leucopsis
8436 Leucopsis eller 2259 T-1 är en asteroid i huvudbältet som upptäcktes den 25 mars 1971 av den nederländsk-amerikanske astronomen Tom Gehrels och det nederländska astronomparet Ingrid van Houten-Groeneveld och Cornelis Johannes van Houten vid Palomarobservatoriet. Den är uppkallad efter fågeln Vitkindad gås.
Asteroiden har en diameter på ungefär 10 kilometer.